# Historia Płotów

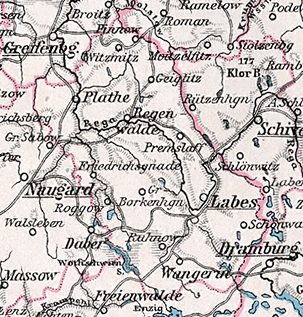
Mapa regionu z 1905 roku

Historia Płotów sięga XII wieku, kiedy to po raz pierwszy pojawiła się pisana nazwa Płoty (łac. Plote super Ragam).

## Początki
8 lipca 1277 rycerz przyboczny Barnima I kaszubski wielmożny Dubisław de Wotuch (łac. Dubislaus) nadał Płotom prawa miejskie na prawie lubeckim. Rycerz ów był zarządcą i właścicielem Płotów. Na północ od miasta wzniósł też swoją siedzibę feudalną wymienioną w 1284 roku. W 1295 roku Płoty włączono do dzielnicy wołogoskiej księstwa pomorskiego. W początku XIV wieku Płoty przechodzą z rąk do rąk stając się kolejno własnością najbardziej zamożnych i wpływowych rodzin pomorskich (Wedlowie, Heydebrekowie). 
W 1367 roku dochodzi do stabilizacji własnościowej, gdy Płoty stają się na ponad dwa wieki dobrami rodu Ostenów. W 1465 roku w wyniku zatargu z Kołobrzegiem, mieszkańcy Kołobrzegu palą i niszczą całe miasto wraz z drewnianym zamkiem. Nie był jednak to jedyny pożar w historii miasteczka. Z racji tego iż Płoty posiadały drewnianą zabudowę mieszkalną, pożary trawiły miasto kilkukrotnie: w 1561, 1612, 1630, 1641, 1660, 1673, 1723, 1860. Najgroźniejszymi pożarami były te w 1612, kiedy to spłonęło doszczętnie całe miasto wraz ze średniowiecznym kościołem i w roku 1860 wówczas spłonął stary zamek (odbudowany w 1965 roku.). 
W 1577 Gedigo Osten, jeden z braci Ostenów, sprzedaje swą część miasta oraz swe posiadłości zamkowe rodzinie Blücherów, a w 3 lata później w 1589 buduje Nowy Zamek. Jednak posiadłości płotowskie nie były długo rozdzielone, gdyż 50 lat później syn Ostenów poślubia dziedziczkę posiadłości Blücherów i majątek znów ulega scaleniu.  Rok 1638 był tragicznym dla mieszkańców miasteczka. Zaraza zdziesiątkowała mieszczan – na 480 mieszkańców Płotów zmarło 200 osób. Płoty do wieku XVIII, konkretnie 1895 – do śmierci ostatniego z rodu Ostenów, były własnością prywatną. Płoty przeszły wówczas na krewnych rodu Bismarck-Osten. 
Po roku 1870 mieszkańcy miasta nie zgadzając się na stacjonowanie w mieście szwadronu dragonów armii pruskiej, ślą petycje do króla. Motywują to tym iż „boją się o bezpieczeństwo własnych córek”. Król i władze królewskie poczuły się urażone tą petycją i Płoty nigdy w historii nie były już miastem garnizonowym. W roku 1892 w mieście powstała spółdzielnia mleczarska. Przyczyniła się ona do wzrostu i rozwoju gospodarczego miasta, przed I wojną światową wyroby z płotowskiej mleczarni wysyłane były do Berlina na dwór cesarski. W 1893 roku w mieście powstała jedna z pierwszych lokalnych gazet na Pomorzu – „Plather Zeitung”, która ukazywała się ciągle, bez przerw do roku 1934.

## XX wiek
Na przełomie wieków XIX i XX Płoty stały się miastem nowoczesnym z rozwiniętym przemysłem, administracją. W 1882 do miasta doprowadzona została linia kolejowa Towarzystwa Dąbsko-Kołobrzeskiej Kolei Żelaznej (niem. Altdamm-Colberger Eisenbahn-Gesellschaft, ACE) Dąbie–Kołobrzeg, a w niedługim czasie druga relacji Łobez-Wysoka Kamieńska. Lata 30. XX wieku były łaskawe dla Płotów. W mieście rozwijały się sklepy, rzemiosło, zakłady przemysłowe. Istniały wówczas dwa duże hotele, kawiarnia, cukiernia, oraz dwa sklepy jubilerskie. Przemysł reprezentowały wytwórnia makaronu, dwa tartaki, cegielnia i kopalnia kredy. Rozwój gospodarczy i społeczny miasta trwał do II wojny światowej. 5 marca 1945 roku, przez Płoty przeszedł 756 pułk 150 dywizji piechoty gen. majora Szatiłowa. Kilka godzin później dotarła do miasteczka kompania polskich żołnierzy z 3 Dywizji Piechoty im. Romualda Traugutta. Płoty zostały zajęte bez walki.
24 kwietnia 1945 roku do miasta przybywają pierwsi osadnicy polscy. Od 27 czerwca 1945 roku rozpoczęto wysiedlanie Niemców. Do tego czasu było ich ponad 1400. W budynku ratusza otwarto sklep rozdzielający żywność (w owym czasie przypadało 600g chleba na osobę i ½ litra mleka). Za wszystko płaciło się samogonem lub spirytusem, a było to skutkiem tego iż nikt nie otrzymywał w tamtym czasie wypłat. Zniszczenia miasta w wyniku działań wojennych nie były duże (22%), natomiast kolejne miesiące po wyzwoleniu przyniosły ogromne straty. Zniszczenia sięgające w 1946 roku 40%, były skutkiem rozkradania i niszczenia mienia przez szabrowników i przejeżdżające wojska. Jednak nie przeszkadzało to dosyć szybko odradzać się życiu gospodarczemu miasta. W połowie 1945 roku były już tutaj czynne 4 sklepy rzeźnicze, 2 obuwnicze, 8 spożywczych, 9 piekarni, 2 restauracje, 5 jadłodajni, 5 zakładów fryzjerskich i 26 warsztatów rzemieślniczych. Liczba tychże firm była niewspółmierna do liczby mieszkańców ówczesnych Płotów, jednak firmy te działały niekiedy bardzo krótko. W połowie czerwca 1945 roku uruchomiono pociągi dojeżdżające do stacji Płoty, w sierpniu działał już tutaj szpital zakaźny na około 100 łóżek, a niedługo potem swe podwoje otworzyła poczta. Uruchomiono również zakłady przemysłowe: wytwórnie makaronu, mleczarnie i tartak. 1 października 1945 roku zainaugurowano rok szkolny w miejscowych szkołach. Niecały rok później działało już przedszkole miejskie, oraz poświęcono kościół parafialny. Organizowana była straż pożarna. W następnych latach następuje równomierny rozwój miasta, powstają nowe budynki, osiedla, zakłady przemysłowe, wzrasta liczba mieszkańców. W 1977 roku miasto Płoty obchodziło 700-lecie nadania praw miejskich, a z tej okazji znany szczeciński dziennikarz Tadeusz Klimowski skomponował i napisał piosenkę o Płotach.
Płoty znajdowały się w powiecie łobeskim. Reforma administracyjna w 1975 roku umieściła Płoty w nowym małym województwie szczecińskim, a kolejna reforma przeprowadzona w 1999 roku umieściła miasto w województwie zachodniopomorskim w powiecie gryfickim.